# Lubowidz
Lubowidz è un comune rurale polacco del distretto di Żuromin, nel voivodato della Masovia.
Ricopre una superficie di 190,81 km² e nel 2004 contava 7 409 abitanti.